# École française du Luxembourg
L'École française du Luxembourg (EFL) a été créée en 1993 sur le plateau du Limpertsberg à Luxembourg-ville. En 2014, elle accueillait 620 élèves (20 nationalités), répartis dans 26 classes maternelles et élémentaires, encadrés par une équipe pédagogique de 38 enseignants et 20 assistants. L'EFL est une école homologuée par le Ministère de l'Éducation nationale française.
L'école propose huit années d'instruction entre la petite section de maternelle (PS, 3-4 ans) et le CM2 (10-11 ans). Dès la grande section (GS, 5-6 ans), l'allemand y est enseigné comme première langue étrangère obligatoire, 3 fois par semaine; l'anglais s'y ajoute à partir du CM1 (9-10 ans).
L'école est située au 188, avenue de la Faïencerie, L-1511 Luxembourg. En 2015, l'État luxembourgeois a entamé la construction au ban de Gasperich d'un campus francophone, qui regroupera toutes les classes de la maternelle à la terminale soit environ 2000 élèves.
Le cycle 1 et ses objectifs :
- Petite Section (PS) : 3-4 ans (1re année maternelle)

- Moyenne Section (MS) : 4-5 ans (2e année maternelle)
Le cycle des apprentissages premiers favorise le développement de l'enfant par une multitude de découvertes et d'expériences.
Le cycle 2 et ses objectifs :
- Grande Section (GS) : 5-6 ans (3e année maternelle)

- Cours Préparatoire (CP) : 6-7 ans (1re année élémentaire)

- Cours Élémentaire 1re année (CE1) : 7-8 ans (2e année élémentaire).
Le cycle des apprentissages fondamentaux privilégie la lecture, la production d'écrits et le calcul à travers les programmes officiels et d'autres activités d'éveil.
Le cycle 3 et ses objectifs :
- Cours Élémentaire 2e année (CE2) : 8-9 ans (3e année élémentaire)

- Cours Moyen 1re année (CM1) : 9-10 ans (4e année élémentaire)

- Cours Moyen 2e année (CM2) : 10-11 ans (5e année élémentaire)
Le cycle des approfondissements vise à consolider les apprentissages du cycle précédent, à élargir les notions abordées et à acquérir les méthodes adaptées pour assurer l'autonomie nécessaire à l'entrée au Collège (la 6e au Lycée Vauban de Luxembourg). 